# Temür-chan
Temür-chan (? - zm. 1411 albo 1412) – krótkotrwały chan Złotej Ordy w roku 1411.
Był synem Temür Kutługa. Po śmierci Pulad-chana (1408 - 1410) został wprowadzony na tron Złotej Ordy przez Edygeja pod koniec roku 1410, albo na początku 1411. Edygej oddał mu także swoją córkę za żonę. Temür-chan pokonał syna Tochtamysza (zm. 1405 albo 1406) Dżelal ad-Dina (1411 - 1412), który jeszcze za panowania Puład-chana zaatakował Krym, po czym zamierzając uniezależnić się od Edygeja zwrócił się przeciwko niemu. Edygej został pokonany i uciekł do Chorezmu. Temür-chan pokonał także siły Edygeja zebrane w Chorezmie i obległ go w Urgenczu. Nieobecność Temür-chana w centralnych regionach Złotej Ordy wykorzystał jednak Dżelal ad-Din, który powrócił z wygnania na Litwie i zdobywając poparcie wśród koczowniczej ludności Stepów Kipczackich zajął Bułgar i Astrachań. W tej sytuacji Temür-chan odstąpił od oblegania Edygeja i wyruszył przeciwko Dżelal ad-Dinowi, został jednak zabity przez jednego ze swoich ludzi, który przeszedł na stronę przeciwnika. Syn Temür-chana, Küczük Mehmed (zm. 1465) miał być założycielem linii Czyngisydów rządzącej w Wielkiej Ordzie i Chanacie Astrachańskim.